# Allen Berg
Allen Berg, kanadski dirkač formule 1, * 1. avgust 1961, Vancouver, Britanska Kolumbija, Kanada.
Allen Berg je upokojeni kanadski dirkač Formule 1. V sezoni 1993 je osvojil naslov prvaka v prvenstvu Mehiške Formule 2. V svoji karieri Formule 1 je nastopil na devetih dirkah v drugem delu sezone 1986, ko je ob kar petih odstopih najboljši rezultat dosegel na dirki za Veliko nagrado Nemčije, kjer je bil dvanajsti.

## Popolni rezultati Formule 1
(legenda) (odebeljene dirke pomenijo najboljši štartni položaj, poševne pa najhitrejši krog, †-uvrščen kljub odstopu)
| Leto | Moštvo               | Šasija      | Motor         | 1   | 2   | 3   | 4   | 5   | 6   | 7        | 8       | 9      | 10     | 11      | 12      | 13  | 14     | 15     | 16     | Prv | Toč |
| ---- | -------------------- | ----------- | ------------- | --- | --- | --- | --- | --- | --- | -------- | ------- | ------ | ------ | ------- | ------- | --- | ------ | ------ | ------ | --- | --- |
| 1986 | Osella Squadra Corse | Osella FA1F | Alfa Romeo V8 | BRA | ŠPA | SMR | MON | BEL | KAN | VZDA Ret |         |        | NEM 12 | MAD Ret | AVT Ret | ITA | POR 13 | MEH 16 | AVS NC | -   | 0   |
| 1986 | Osella Squadra Corse | Osella FA1G | Alfa Romeo V8 |     |     |     |     |     |     |          | FRA Ret |        |        |         |         |     |        |        |        | -   | 0   |
| 1986 | Osella Squadra Corse | Osella FA1H | Alfa Romeo V8 |     |     |     |     |     |     |          |         | VB Ret |        |         |         |     |        |        |        | -   | 0   |